# Kreissparkasse Bitburg-Prüm
Die Kreissparkasse Bitburg-Prüm ist eine rheinland-pfälzische Sparkasse mit Sitz in Bitburg. Sie ist eine Anstalt des öffentlichen Rechts und entstand am 1. Januar 1974 aus der Fusion der Kreissparkassen Bitburg und Prüm. Zum 1. November 2003 wurde zudem die Amtssparkasse Speicher übernommen.

## Organisationsstruktur
Das Geschäftsgebiet der Kreissparkasse Bitburg-Prüm umfasst den Eifelkreis Bitburg-Prüm, welcher auch Träger der Sparkasse ist. Rechtsgrundlagen sind das Sparkassengesetz für Rheinland-Pfalz und die Satzung der Sparkasse. Organe der Sparkasse sind der Verwaltungsrat und der Vorstand.
Die Kreissparkasse Bitburg-Prüm ist Mitglied des Sparkassenverbandes Rheinland-Pfalz und über diesen auch im Deutschen Sparkassen- und Giroverband.

## Geschäftszahlen
Die Kreissparkasse Bitburg-Prüm wies im Geschäftsjahr 2023 eine Bilanzsumme von 1,719 Mrd. Euro aus und verfügte über Kundeneinlagen von 1,323 Mrd. Euro. Gemäß der Sparkassenrangliste 2023 liegt sie nach Bilanzsumme auf Rang 258. Sie unterhält 22 Filialen/Selbstbedienungsstandorte und beschäftigt 290 Mitarbeiter.

## Sparkassen-Finanzgruppe
Die Kreissparkasse Bitburg-Prüm ist Teil der Sparkassen-Finanzgruppe und gehört damit auch ihrem Haftungsverbund an. Er sichert den Bestand der Institute und sorgt dafür, dass sie auch im Fall der Insolvenz einzelner Sparkassen alle Verbindlichkeiten erfüllen können. Die Sparkasse vermittelt Bausparverträge der regionalen Landesbausparkasse, offene Investmentfonds der Deka und Versicherungen der Provinzial Rheinland. Im Bereich des Leasing arbeitet die Kreissparkasse Bitburg-Prüm mit der  Deutschen Leasing zusammen. Die Funktion der Sparkassenzentralbank nimmt die Landesbank Baden-Württemberg wahr.